# Gymnosporia emarginata
Gymnosporia emarginata är en benvedsväxtart som först beskrevs av Carl Ludwig Willdenow, och fick sitt nu gällande namn av Thw. Gymnosporia emarginata ingår i släktet Gymnosporia och familjen Celastraceae. Inga underarter finns listade.